# Division 2 1964-1965
La Division 2 1964-1965 è stata la 26ª edizione della seconda serie del campionato francese di calcio, conclusa con la vittoria del Nizza, al suo secondo titolo.
Capocannoniere è stato Antoine Groschulski (Red Star) con 22 reti.

## Classifica finale
|  | Pos. | Squadra             | Pt | G  | V  | N  | P  | GF | GS | DR  |
|  | ---- | ------------------- | -- | -- | -- | -- | -- | -- | -- | --- |
|  | 1.   | Nizza               | 42 | 30 | 19 | 4  | 7  | 52 | 32 | +20 |
|  | 2.   | Red Star            | 41 | 30 | 15 | 11 | 4  | 54 | 28 | +26 |
|  | 3.   | Cannes              | 40 | 30 | 15 | 10 | 5  | 59 | 35 | +24 |
|  | 4.   | Limoges             | 37 | 30 | 16 | 5  | 9  | 47 | 31 | +16 |
|  | 5.   | Boulogne            | 36 | 30 | 15 | 6  | 9  | 49 | 37 | +12 |
|  | 6.   | Montpellier         | 34 | 30 | 12 | 10 | 8  | 41 | 36 | +5  |
|  | 7.   | Grenoble            | 31 | 30 | 12 | 7  | 11 | 36 | 50 | -14 |
|  | 8.   | Pays d'Aix          | 30 | 30 | 12 | 5  | 13 | 33 | 29 | +4  |
|  | 9.   | Metz                | 30 | 30 | 11 | 8  | 11 | 42 | 43 | -1  |
|  | 10.  | Stade Reims         | 29 | 30 | 12 | 5  | 13 | 54 | 38 | +16 |
|  | 11.  | Cherbourg           | 29 | 30 | 9  | 11 | 10 | 40 | 45 | -5  |
|  | 12.  | RC France           | 24 | 30 | 10 | 4  | 16 | 36 | 48 | -12 |
|  | 14.  | Besançon            | 22 | 30 | 8  | 6  | 16 | 35 | 54 | -19 |
|  | 14.  | Olympique Marsiglia | 21 | 30 | 7  | 7  | 16 | 26 | 38 | -12 |
|  | 15.  | Forbach             | 20 | 30 | 7  | 6  | 17 | 30 | 56 | -26 |
|  | 16.  | Béziers             | 14 | 30 | 4  | 6  | 20 | 18 | 61 | -43 |

Legenda:
      Promosso in Division 1 1965-1966.
  Partecipa agli spareggi promozione-retrocessione.
Regolamento:
Due punti a vittoria, uno a pareggio, zero a sconfitta.

## Spareggi

### Spareggio promozione-retrocessione
Le squadre classificatesi al 4ª e la 5º posto incontrano la 16º e la 17º classificata di Division 1, affrontandosi in un girone all'italiana. Le prime due classificate ottengono la salvezza se iscritte in Division 1 o avanzano di categoria se partecipanti alla seconda divisione. Le ultime due sono retrocesse se militano in Division 1 o non sono promosse se iscritte in seconda serie.
|  | Pos. | Squadra  | Pt | G | V | N | P | GF | GS | DR |
|  | ---- | -------- | -- | - | - | - | - | -- | -- | -- |
|  | 1.   | Rouen    | 5  | 4 | 2 | 1 | 1 | 12 | 4  | +8 |
|  | 2.   | Nîmes    | 4  | 4 | 2 | 0 | 2 | 5  | 4  | +1 |
|  | 3.   | Boulogne | 4  | 4 | 2 | 0 | 2 | 4  | 10 | -6 |
|  | 4.   | Limoges  | 3  | 4 | 1 | 1 | 2 | 4  | 7  | -3 |

Legenda:
      Rimane in Division 1 1965-1966.
      Rimane in Division 2 1965-1966.
Note:
Due punti a vittoria, uno a pareggio, zero a sconfitta.

#### Risultati
|          | Risultati |          | Luogo e data   |
| -------- | --------- | -------- | -------------- |
| Limoges  | 2-2       | Rouen    | 6 giugno 1965  |
| Boulogne | 1-0       | Nîmes    | 6 giugno 1965  |
|          |           |          |                |
| Nîmes    | 1-2       | Limoges  | 9 giugno 1965  |
| Rouen    | 6-0       | Boulogne | 9 giugno 1965  |
|          |           |          |                |
| Limoges  | 0-1       | Nîmes    | 12 giugno 1965 |
| Boulogne | 2-1       | Rouen    | 12 giugno 1965 |
|          |           |          |                |
| Nîmes    | 3-1       | Boulogne | 18 giugno 1965 |
| Rouen    | 3-0       | Limoges  | 18 giugno 1965 |
|          |           |          |                |